# グッドフェロー
グッドフェローメディアは、芸能事務所である。

## 概要
- 統括部長:曽根幸治
- 有限会社グッドフェローが、プロダクション部門として2004年12月にメディア企画営業部を設立。
- 理念アットホームなマネージメントとまっすぐな育成を第一。
- 所属タレントは、役者、マジシャン、アイドル等、幅広く人材をそろえている。
- 新人育成にはスクール方式を取らず少人数のワークショップを理念として個々の個性を第一に考える。

## 所属タレント
- 石井めぐみ（提携）
- 海野俊之
- 桜宮えな
- 笹岡花菜姫
- 里見美佳
- 清水香里（提携）
- 高遠宏芽
- 玉置剛士
- 仲井征利
- 藤本明義マジシャン（提携）
- 美花
- 森まりー
- もろかつまさイラスト・シナリオ
- 柳田壮司朗